# Ikko Tanaka
Ikko Tanaka (jap. 田中 一光, ur. 1930 w Nara, zm. 2002 w Tokio) – japoński grafik i projektant, twórca plakatów.

## Życie i kariera zawodowa

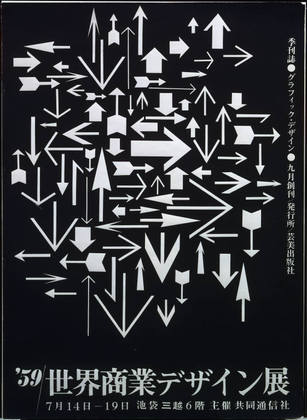
Plakat z okazji Międzynarodowej Wystawy Designu Komercyjnego, Ikko Tanaka (1959)

W wieku 19 lat ukończył studia na Uniwersytecie Sztuk Pięknych w Kioto. Tuż po nich rozpoczął współpracę z kilkoma firmami, m.in. z Kanegafuchi działającej w branży tekstylnej oraz z Senkei. W 1957 przeprowadził się do Tokio, w którym kontynuował pracę jako projektant grafik.
W roku 1960 współtworzył wraz z Riūichi Yamashiro, Yūsaku Kamekurą i Hara Hiromu Nippon Design Center, a w 1963 założył autorską pracownię Tanaka Ikko Design Studio.
Jest autorem. m.in. projektu medali na Letnie Igrzyska Olimpijskie 1964 w Tokio, plakatu na Zimowe Igrzyska Olimpijskie 1972 w Sapporo oraz wielu grafik i plakatów związanych z wystawami światowymi i wydarzeniami kulturalnymi.

## Wystawy[1]
- De long gallery w Hilversum, Holandia (1965),
- Osaka, Japonia (1968 i 1973),
- Tokyo Designers Space w Tokio, Japonia (1976),
- Yurakuchō Asahi gellery w Kioto, Japonia (1981),

a także w Seibu Museum of Art w Tokio, Musée des Arts Decoratifs w Paryżu, Cooper Union Gallery w Nowym Jorku, Padiglione d'arte contemporanea w Mediolanie, Centro Cultural Arte Contemporáneo w Meksyku, Museum of Modern Art w Toyamie oraz Museum of Contemporary Art w Tokio.

## Nagrody i odznaczenia[1]

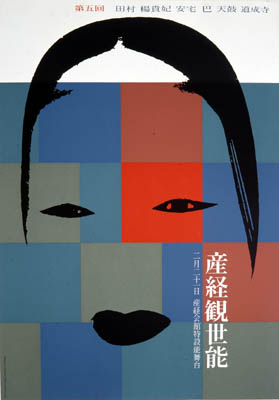
Plakat do wydarzenia w Sankei theater w Osace, Ikko Tanaka (1958)

Za swoje osiągnięcia został odznaczony m.in.:
- JAAC Prize (1959),
- złoty medal na Tokyo ADC (1960),

- specjalne wyróżnienie na III Międzynarodowym Biennale Plakatu w Warszawie (1970).

## Zbiory w muzeach światowych[1]
Współcześnie prace Ikko Tanaki można oglądać na wystawach stałych m.in. w MoMA w Nowym Jorku, Muzeum Plakatu w Wilanowie w Warszawie, Musée de la Publicité w Paryżu oraz Stedelijk Museum w Amsterdamie.